# Mikrofon elektretowy

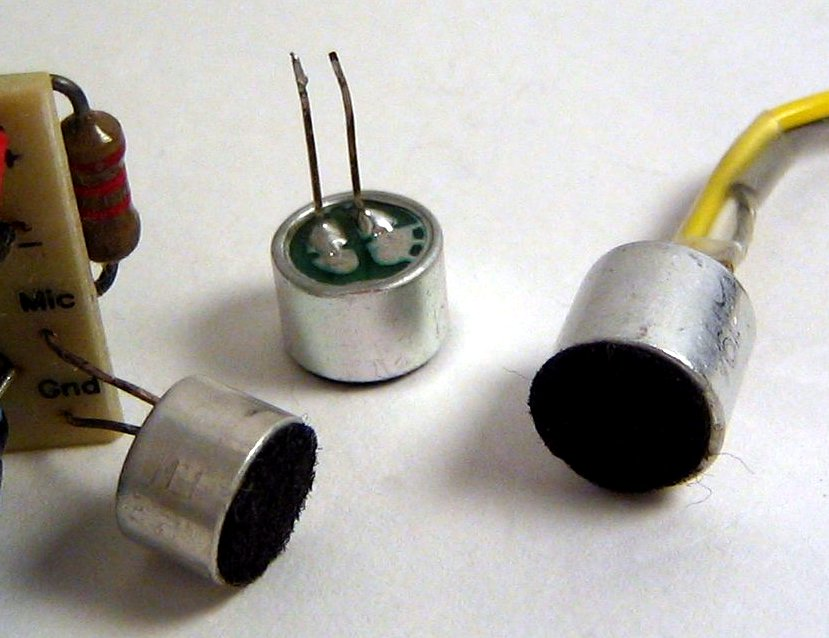
Mikrofony elektretowe o dwóch końcówkach.

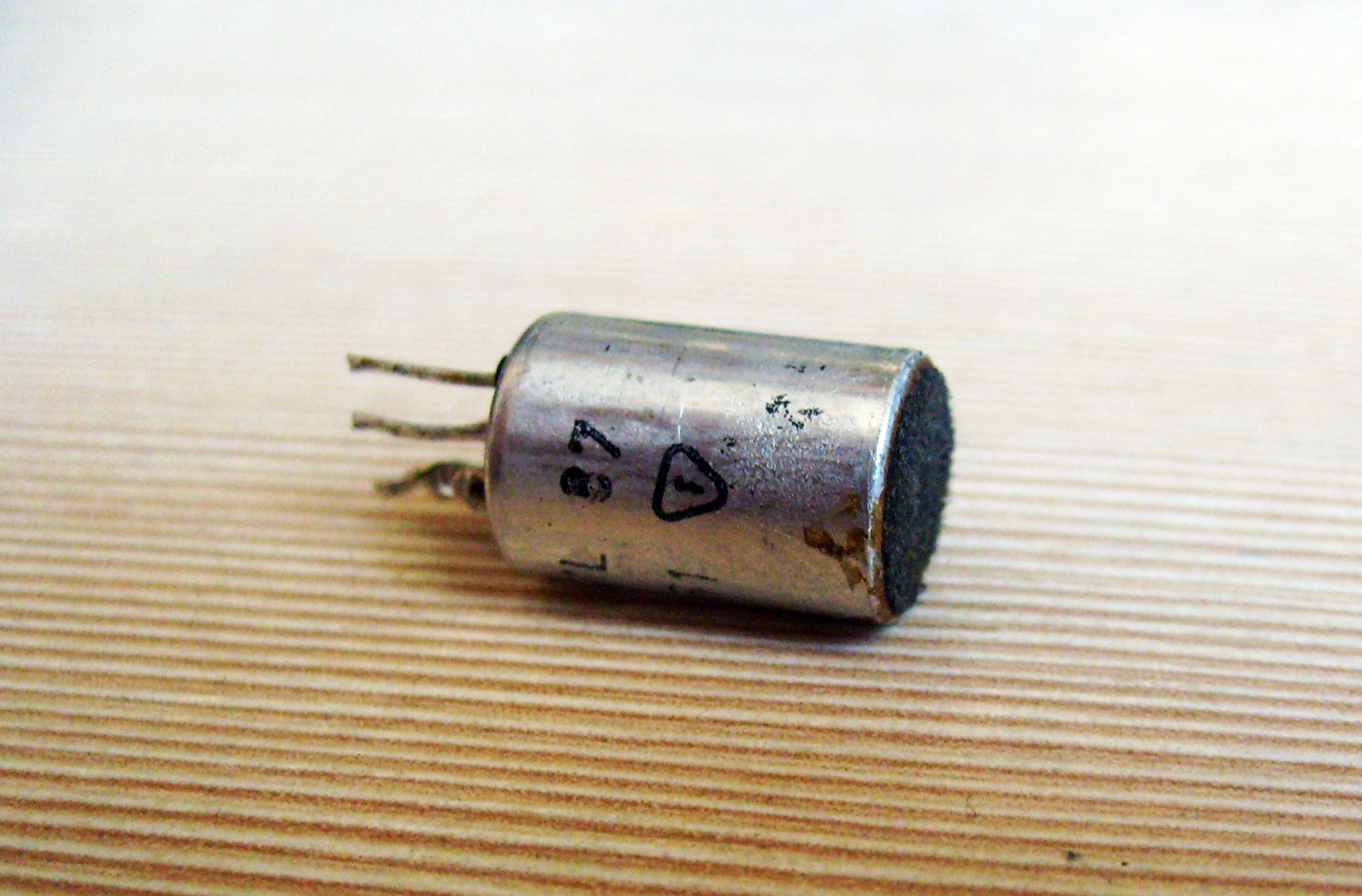
Mikrofon elektretowy o trzech końcówkach.

Mikrofon elektretowy – odmiana mikrofonu pojemnościowego, którego membrana albo nieruchoma okładzina wykonana jest z elektretu – dielektryka o trwałej polaryzacji elektrycznej.
Niski koszt produkcji i prostota zasilania (zbędne napięcie polaryzujące – typowo 48V) spowodowały powszechność zastosowań w tanim sprzęcie powszechnego użytku, co przydało im złą sławę mikrofonów o niskiej jakości. Tani sprzęt rzeczywiście nie stawiał wymagań jakościowych, więc mikrofony w tym sprzęcie również nie musiały być dobrej jakości, choćby ze względów ekonomicznych. Jednak nawet najsłabsze jakościowo mikrofony elektretowe i tak były nieporównanie lepsze od najlepszych mikrofonów węglowych (powszechnie stosowanych dawniej w telefonii stacjonarnej) pod względem takich parametrów jak pasmo przenoszenia, czy zniekształcenia nieliniowe. Obecnie praktycznie każde urządzenie typu telefon (zarówno komórkowy jak i stacjonarny), domofon, palmtop, kamera wideo zawiera mikrofon elektretowy. Olbrzymia skala produkcji spowodowała dalsze obniżenie cen. Zadziałał efekt psychologiczny – coś, co jest tanie, nie może być dobre. Jednak współczesne najlepsze mikrofony elektretowe skutecznie rywalizują z klasycznymi mikrofonami pojemnościowymi (nawet polaryzowanymi napięciem do 200V) w zakresie wysokiej czułości, długoterminowej stabilności i ultrapłaskiej charakterystyki przenoszenia wymaganej od mikrofonów pomiarowych. Dlatego mikrofony elektretowe są używane w profesjonalnych miernikach poziomu dźwięku, także tych najwyższej klasy, tzn. klasy 1 (norma IEC 61672).
Ponieważ stosowane na scenie i w studio mikrofony elektretowe, mają gorszą opinię wśród realizatorów dźwięku od "pełnych" mikrofonów pojemnościowych, dlatego producenci często nie informują w materiałach reklamowych i specyfikacjach o ich typie, pomijając człon "electret" i pozostawiając samo "condenser".

## Budowa

Konstrukcja mikrofonu elektretowego (opis w tekście)

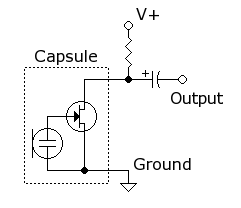
Typowy przedwzmacniacz mikrofonu elektretowego jest oparty na tranzystorze polowym pracującym w układzie wspólnego źródła. Tranzystor musi być zasilany przez zewnętrzne źródło napięcia V_{+}. Wartość rezystora decyduje o wzmocnieniu i impedancji wyjściowej. Znajdujący się na wyjściu kondensator służy do wyeliminowania składowej stałej.

Kapsuła mikrofonu elektretowego ma budowę podobną do kondensatora. Membrana (1, rys.) jest wykonana ze spolaryzowanej folii elektretowej (6), pokrytej od strony zewnętrznej warstewką metalu (5), która stanowi jedną okładzinę kondensatora. Drugą okładziną jest sztywna płytka. Ciśnienie akustyczne (4) oddziałujące na membranę powoduje zmianę pojemności kondensatora. Pojemność ta jest jednak bardzo mała, co przekłada się na wysoką impedancję kapsuły. Mikrofon elektretowy musi być wyposażony we wzmacniacz przymikrofonowy, czy inaczej – układ transformujący impedancję, umożliwiający współpracę z typowymi dla układów audio impedancjami rzędów omów...dziesiątek kiloomów. Układ taki jest zwykle bardzo prosty i oparty na tranzystorze polowym z kanałem n. Zasilanie stałym napięciem (z baterii, czy przez phantom) w przypadku mikrofonów elektretowych nie służy do polaryzacji dielektryka, lecz do zasilania wbudowanego przedwzmacniacza.
Najpopularniejsze są mikrofony dwukońcówkowe, ale spotyka się też trzykońcówkowe. Mikrofony dwukońcówkowe muszą być polaryzowane przez rezystor, pełniący też rolę obciążenia (rys.). Wartość tego rezystora nie jest krytyczna, zwykle przyjmuje wartości rzędu 1..10 kΩ i musi być tak dobrana, żeby  napięcie na mikrofonie było większe od 1 V. Im większa jest ta rezystancja, tym wyższy poziom sygnału wejściowego, ale i większa podatność na zewnętrzne zakłócenia. Napięcie zasilające mikrofon dwukońcówkowy musi być dobrze filtrowane, ponieważ sygnał użyteczny występuje na rezystorze obciążenia, który najczęściej dołączony jest do plusa zasialania, a nie do masy. W przypadku mikrofonów trzykońcówkowych zakres napięć zasilających wynosi zwykle 3...15 V.
W mikrofonach dwukońcówkowych metalowa obudowa połączona jest zwykle z końcówką ujemną. W mikrofonach trzykońcówkowych wyjściem sygnału jest zwykle końcówka środkowa.

## Mikrofony typu "back-electret"
Mikrofony elektretowe najwyższej klasy wykonuje się zazwyczaj w technologii "back-electret". Membrana w nich jest metalowa, a z elektretu wykonana jest nieruchoma, sztywna okładzina. W membranie z elektretu trudno bowiem pogodzić odpowiednie właściwości mechaniczne z elektrycznymi.